# Harold Brainsby
Harold Kingsford Brainsby (ur. 5 grudnia 1910 w Harold Brainsby, zm. 3 kwietnia 1975 w Auckland) – nowozelandzki lekkoatleta, specjalista trójskoku, medalista igrzysk Imperium Brytyjskiego w 1934, później wojskowy, dziennikarz i prawnik.

## Kariera lekkoatletyczna
Zdobył brązowy medal w trójskoku, przegrywając tylko z Jackiem Metcalfe’em z Australii i Samem Richardsonem z Kanady na igrzyskach Imperium Brytyjskiego w 1934 w Londynie. Na tych igrzyskach startował również w skoku w dal.
Był mistrzem Nowej Zelandii w trójskoku w 1933/1934, 1934/1935 i 1936/1937.
24 marca 1934 w Auckland ustanowił rekord Nowej Zelandii w tej konkurencji skokiem na odległość 15,157 m. Rekord ten został poprawiony dopiero w 1957 przez Dave’a Norrisa.

## Kariera zawodowa
Ukończył studia na Uniwersytecie w Auckland, uzyskując stopień licencjacki w 1934, a studia prawnicze i dziennikarskie w 1938.
Podczas II wojny światowej służył w Nowozelandzkim Korpusie Ekspedycyjnym na Bliskim Wschodzie w stopniu podporucznika. Później pracował jako dziennikarz w Auckland Star, a w 1952 rozpoczął działalność w firmie prawniczej „Melville Churton”, która w 1962 zmieniła nazwę na „Churton Brainsby & Hart” (obecnie „Churton Hart & Divers”).